# Ateuchus texanus
Ateuchus texanus är en skalbaggsart som beskrevs av Robinson 1948. Ateuchus texanus ingår i släktet Ateuchus och familjen bladhorningar. Inga underarter finns listade.